# Devastation (Schiff, 1873)
HMS Devastation war ein Panzerschiff der gleichnamigen Schiffsklasse, das in den 1870er Jahren für die Royal Navy gebaut wurde.

## Konstruktion
Anfang 1869 beauftragte der erste Lord der Admiralität Hugh Childers den Director of Naval Construction Edward James Reed mit dem Entwurf eines Monitors mit zwei 40-45-tn.l.-Kanonen, dicker Panzerung und einer Vermessung von 3.000 bm. Reed wandte jedoch ein, dass der Einsatz als Kriegsschiff bei einer solch geringen Vermessung nicht möglich wäre. Daher sandte er im Februar 1869 eine Entwurfsstudie mit einer Vermessung von 4.400 bm an den Controller der Marine Robert Spencer Robinson.
In einem Meeting der Admiralität umriss Robinson Reeds Entwurf. Dabei merkte er an, dass die 305-mm-Kanone bereits seit vier Jahren entwickelt würde, aber immer noch nicht vollkommen zufriedenstellend sei. Daher sei es vernünftig, diese Kanonen in zwei Zwillingstürmen zu montieren, anstatt auf größere Geschütze zu warten. Es wurde ebenso beschlossen, dass die Seitenpanzerung 305 mm und die der Geschütztürme 355 mm betragen soll. Zwar sollten die hauptsächlichen Einsatzgebiete des Schiffes heimische Gewässer und das Mittelmeer sein, dennoch wurde beschlossen, dass die Kohlebunker groß genug sein sollten, um über den Atlantik zu fahren und Halifax oder Bermuda zu erreichen. Auch wenn es eine starke Übereinkunft darüber gab, auf Masten und Segel zu verzichten, war das Hauptgegenargument, dass das Schiff beim Ausfall der Maschine auf See festsitzen würde. Um dieses Argument zu entkräften, wurde beschlossen, das Schiff mit zwei Maschinen auszustatten. Gleichzeitig erklärte Reed, dass kein Segeltuch auch nur annähernd so viel Schutz vor einem Legerwall biete, wie die doppelten Schrauben und vier Zylinder seiner Maschinen. Um ein möglichst kleines Ziel abzugeben, wurde der Freibord mit 1,80 m möglichst geringgehalten. Gleichzeitig ermöglichte diese Maßnahme das Abfeuern der Geschütze bei sehr geringer Elevation, verringerte das Gewicht und damit auch die Kosten der Panzerung.
Mit dem neugewonnenen Platz, der durch den Verzicht von Masten entstanden war, stand die Admiralität vor der Frage, wie mit der Aufstellung der Geschütze zu verfahren sei. Schließlich griff man auf die Pläne der Cyclops-Klasse zurück, bei der die gesamte Bewaffnung auf etwa zwei Drittel des Horizonts ausgerichtet werden konnte. Darüber hinaus bot die gepanzerte zentrale Redoute, auf der die Geschütztürme standen, einen strukturellen Vorteil, da sie die Höhe der Geschütze erhöhte und das Gewicht der Panzerung gleichmäßiger querschiffs auf den Rumpfrahmen verteilte.
Als das Turmschiff Captain am 6. September 1870 etwa ein Jahr nach der Kiellegung der Devastation sank, wurde ein Sonderausschuss eingesetzt, um mögliche Sicherheitsmängel dieser Konstruktion zu untersuchen. Bei ihrem ersten Treffen im Januar 1871 schlug Nathaniel Barnaby, der Nachfolger von Reed, mehrere Veränderungen zur Verbesserung der Stabilität, der Feuerkraft und der Panzerung vor. Der Freibord wurde auf 3,28 m erhöht, gepanzerte Schotten wurden zum Schutz der Magazine und Maschinen installiert und die 25-Tonnen-Kanonen wurden durch Kanonen mit 35 Tonnen ersetzt.

## Geschichte
Die Devastation wurde am 12. November 1869 in Portsmouth auf Kiel gelegt, am 12. Juli 1871 vom Stapel gelassen und Ende 1872 für Testfahrten unter dem Kommando von Kapitän W.N.W. Hewett in Dienst gestellt. Die ersten Tests der Devastation begannen im April 1872, als 400 Männer sie zum Rollen brachten, indem sie achtzehn mal über das Deck von Back- nach Steuerbord und zurück liefen. Dabei neigte sich das Schiff um 7 Grad. Im August, September und November wurden weitere Tests unternommen. Dabei erreichte das Schiff eine Geschwindigkeit von 13,84 Knoten (25,63 km/h), wobei die Maschinen 6.637 PS (4.949 kW) leisteten. Die Devastation stellte sich als ein sehr gutes Seefahrzeug und stabile Geschützplattform mit nur geringer Rollneigung heraus. Nach dem Ende sämtlicher Tests wurde das Schiff unter dem Kommando von Kapitän Frederick Richards der Mittelmeerflotte zugeteilt. Dort verblieb das Schiff bis 1878, als es für eine zweijährige Überholung in die Heimat zurückkehrte. Während der Überholung wurde es mit zwei 355-mm-Torpedowerfern, mehreren Maschinengewehren und zwei Suchscheinwerfern ausgestattet. Nach Abschluss der Arbeiten wurde die Devastation der Reserve zugeteilt. Auf Grund des Panjdeh-Zwischenfalls am 30. März 1885, der große Beunruhigung in der Öffentlichkeit auslöste, wurde die Devastation zusammen mit einer Reihe anderer Schiffe wieder in Dienst gestellt. Nachdem sich die öffentliche Aufregung gelegt hatte, entschied die Admiralität jedoch, die Devastation der ersten Reserveflotte, die zum Schutz der Küste diente, zu unterstellen. Für die nächsten fünf Jahre kreuzte die Devastation vor der Ostküste Schottlands mit ihrem Stützpunkt in Queensferry. Obwohl bereits 19 Jahre alt, entschied die Admiralität, die Devastation zusammen mit anderen Schiffen aufgrund ihres guten Zustands zu modernisieren. Ziel war es, die veralteten Wachschiffe in Portsmouth, Plymouth und Chatham durch voll kriegstaugliche Schiffe zu ersetzen. Nach dem Ende der Arbeiten, die sich bis 1893 hinzogen, wurde die Devastation Ende des Jahres für den Einsatz als Wachschiff in Plymouth wieder in Dienst gestellt. 1898 wurde das Schiff nach Gibraltar beordert, wo es ebenfalls als Wachschiff eingesetzt wurde.
Im Februar 1902 wurde die Devastation von der Irresistible abgelöst und kehrte anschließend in die Heimat zurück, wo sie nach ihrer Ankunft ausgemustert wurde. Anschließend wurde das Schiff der Reserve unterstellt und im Mai 1908 an Thos. W. Ward Ltd zum Abwracken verkauft.

## Technik

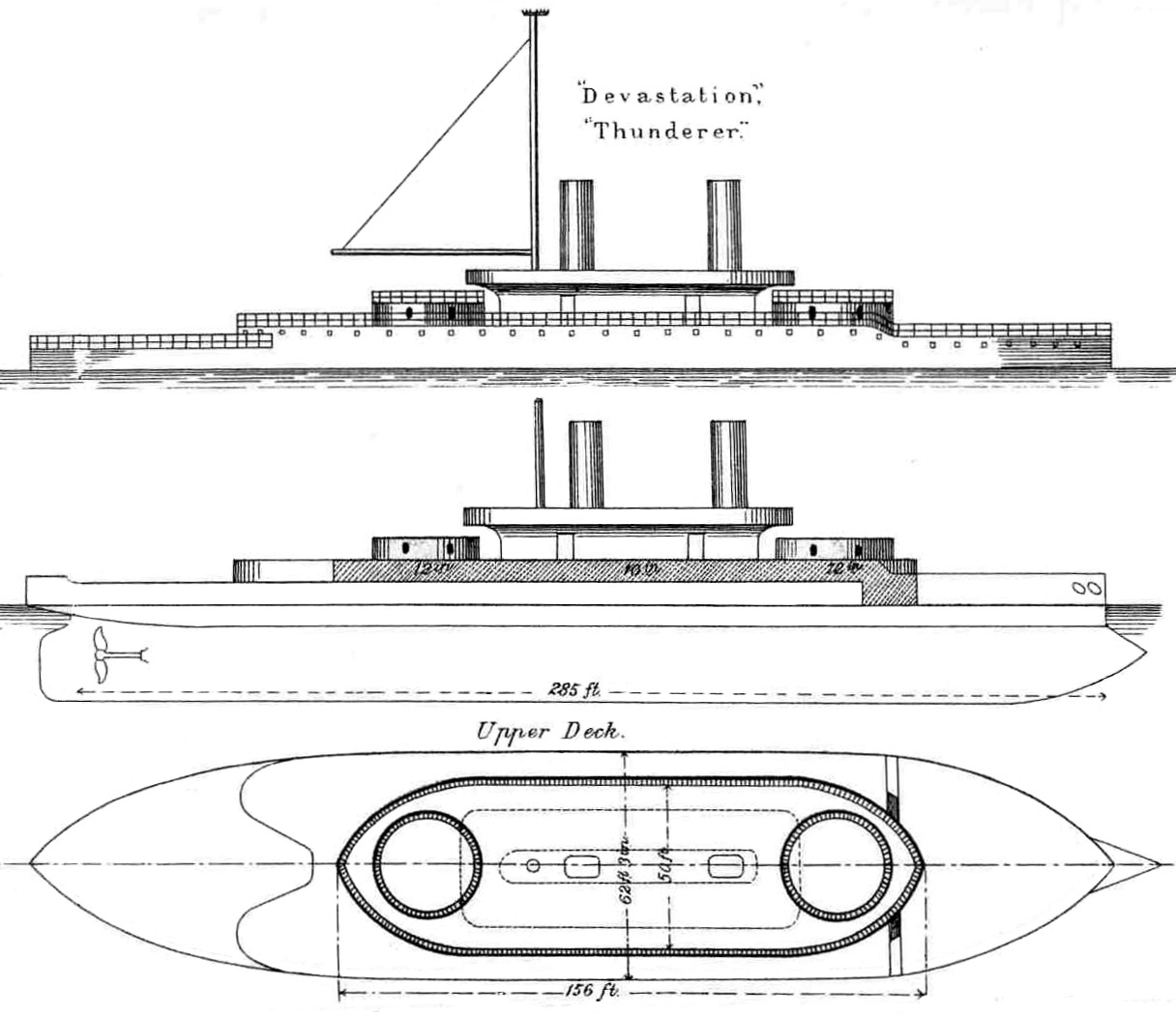
Seitenriss und Decksplan, Brassey’s Naval Annual 1888

### Schiffsmaße
Die Devastation hatte eine Gesamtlänge von 93,57 m, eine Breite von 18,97 m und einen Tiefgang von 8,03 m. Die Verdrängung lag zwischen 9.337 t und 9.984 t.

### Antrieb
Das Schiff war mit zwei Zweizylinder-Dampfmaschinen von John Penn and Sons ausgestattet, die jeweils eine Welle antrieben und insgesamt 5.600 Shp (4.119 kW) entwickelten, mit der das Schiff eine Höchstgeschwindigkeit von 12,5 Knoten (23 km/h) erreichte. Der Dampf wurde von acht Großwasserraumkesseln mit einem Arbeitsdruck von 2 bar geliefert. Das Schiff konnte maximal 1.800 tn. l. Kohle mitführen, was ihm bei 10 Knoten (19 km/h) und einem Kohleverbrauch von 1,3 kg pro Stunde eine Reichweite von 4.700 Seemeilen (8.704 km) ermöglichte. Nach dem Umbau von 1890 bis 1893 erhielt das Schiff zwei Maudslay-Dreiylinder-Verbunddampfmaschinen mit einer Leistung von 7.000 Shp und einer Höchstgeschwindigkeit von 14 Knoten.

### Bewaffnung
Die Bewaffnung bestand aus vier 305-mm-Geschützen in runden Geschütztürmen entlang der Mittelachse vor und hinter den Aufbauten. Zwischen 1890 und 1892 wurden sämtliche Geschütze durch 254-mm-Hinterladerkanonen ersetzt. Die Geschütze waren auf Mk-I-Lafetten mit einem Seitenrichtbereich von −150 bis +150 Grad montiert. Die Kanone wog 30 tn. l. und hatte bei einer maximalen Elevation von +12 Grad und einer Mündungsgeschwindigkeit von 622 m/s eine Reichweite von 9.235 m. Die Feuerrate lag bei einem Schuss alle zwei Minuten. Die Kanonen waren mit panzerbrechenden Granaten AP mit einem Gewicht von 227 kg ausgestattet. Zur Verteidigung gegen Torpedoboote erhielt das Schiff sechs 57-mm- und acht 47-mm-Schnellfeuergeschütze von Hotchkiss.

### Panzerung
Die Devastation verfügte über einen schmiedeeisernen Panzergürtel. Der Hauptgürtel verlief vom vorderen Geschützturm bis zum Heck. Er war mittschiffs 305 mm dick und bildete zusammen mit 125 mm starken Querschotten die gepanzerte Zitadelle. Dahinter verjüngte sich der Gürtel bis zum Heck hin auf 229 mm. Darunter verlief ein weiterer Plankengang mit einer Dicke von 254 mm über die gleiche Länge des Schiffes, der sich außerhalb der Zitadelle auf 216 mm verjüngte. Die gesamte Panzerung reichte vom Oberdeck bis 1,22 m unter die Wasserlinie. Die Geschütztürme waren durch 152–178 mm dicke Platten geschützt, die durch eine Teakholzschicht voneinander getrennt waren. Der Kommandoturm mit 152 bis 229 mm gepanzert. Das Schiff hatte ein gepanzertes Deck mit einer Stärke von 76 mm, das im Inneren der Zitadelle durch 51 mm Panzerung verstärkt wurde.